# Andreas Witte (Schlagzeuger)
Andreas „Andy“ Witte (* 9. Januar 1961 in Stuttgart) ist ein deutscher Schlagzeuger des Modern Jazz.
Witte, der Sohn der Basslegende Peter Witte, studierte sein Instrument bei Charly Antolini und am Hermann-Zilcher-Konservatorium. Bis 2004 begleitete er die Organistin Barbara Dennerlein. Er spielte auch mit Eugen Cicero, Horst Jankowski, Paul Kuhn oder Wolfgang Schmid und trat auf dem Montreux Jazz Festival, dem Jazz Festival Lugano, dem North Sea Jazz Festival und diversen deutschen Festivals auf. Seit 2004 ist er Lehrer bei Drummer’s Focus, einer Schlagzeugschule mit mehreren Filialen in Deutschland.

## Diskographische Hinweise
- Charly Antolini Crash (1981)
- Re Hoy Toca el Re (1983)
- Barbara Dennerlein Duo Jazzbühne Berlin '88 (1990)
- Barbara Dennerlein Plays Classics (1999)

## Lexikalische Einträge
- Jürgen Wölfer: Jazz in Deutschland. Das Lexikon. Alle Musiker und Plattenfirmen von 1920 bis heute. Hannibal, Höfen 2008, ISBN 978-3-85445-274-4.